# Jeb Stuart

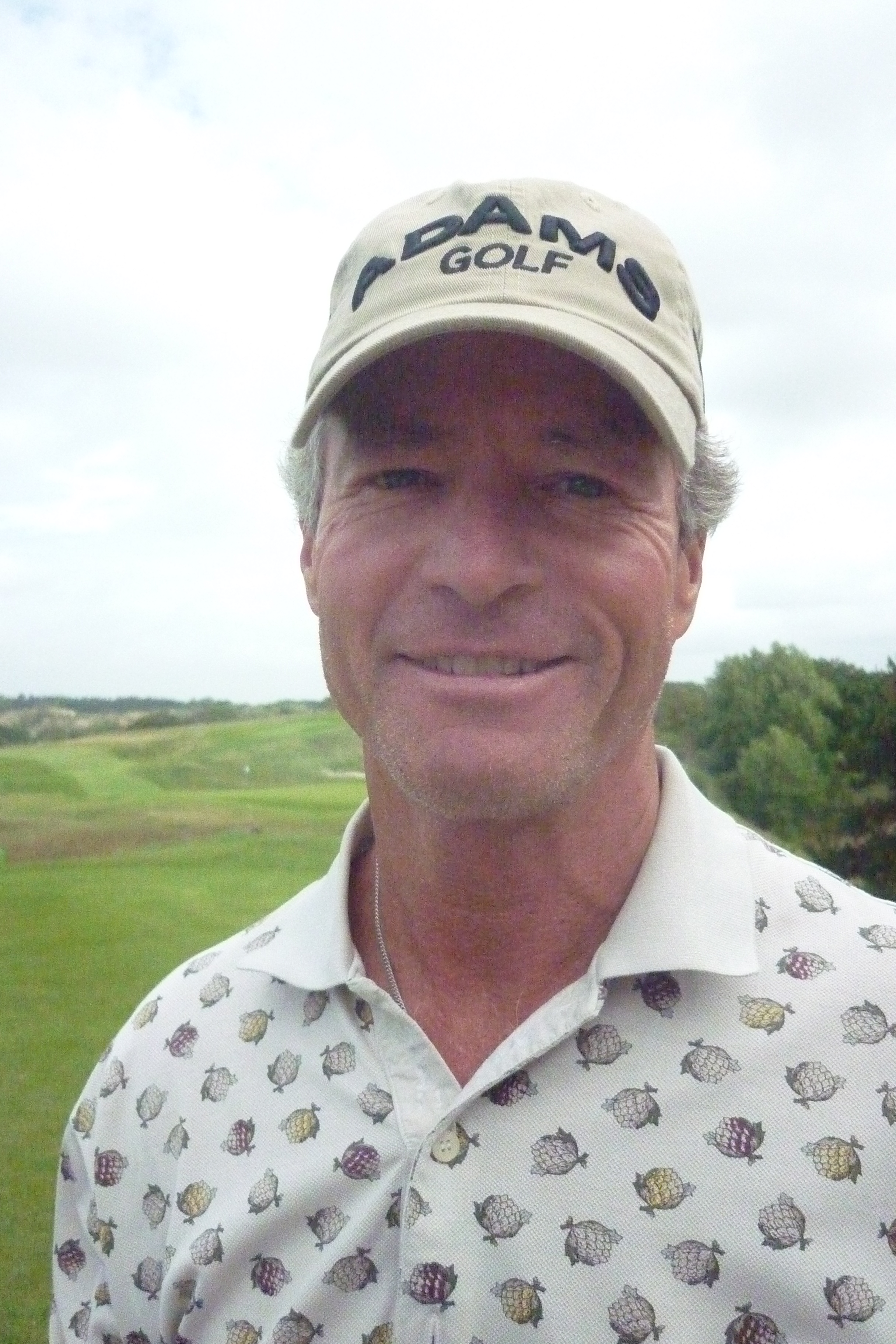

Jeb Stuart (18 oktober 1958) ia een Amerikaanse golfprofessional. Hij speelt sinds eind 2010 op de Europese Senior Tour.
Jeb studeerde aan de Universiteit van Arizona. Daarna speelde hij vooral op de Nationwide Tour, de Canadian PGA Tour en de Tour de las Americas. In 1996 en 1999 speelde hij het US Open.
In 2010 speelde hij vier toernooien op de Senior Tour, waaronder The Senior Open Championship, In 2011 heeft hij een volle spelerskaart. Hij werd 8ste bij het Spaans Seniors Open in Murcia en heeft al zeven toernooien achter de rug als hij bij het Van Lanschot Senior Open verschijnt.
Jeb is geen directe afstammeling van J.E.B. Stuart maar is wel naar hem vernoemd.